# وقت (طب)
أوقات الأمراض في علم الطب والأمراض هي ابتداء وتزيد وانتهاء وانحطاط.

## أوقات المرض
الابتداء هو الوقت الذي يظهر فيه المرض ويكون كالمتشابه في أحواله لا يستبان فيه تزيد وهو في الأكثر إلى الرابع، والتزيد هو الوقت الذي يستبان فيه اشتداد كل وقت بعد وقت، والانتهاء هو الـوقت الذي يقف فيه المرض في جميع أجزائه على حالة واحدة، والانحطاط هو الوقت الذي يظهر فيه انتقاصه، وهذه الأوقات قد تكون بحسب المرض من أوله إلى آخره وتسمى أوقاتا كلية، وقد تكون بحسب نوبة واحدة وتسمى أوقاتا جزئية.